# Barranc del Pont (Claramunt)
El Barranc del Pont, és un dels barrancs del territori de Claramunt, dins de l'antic terme de Fígols de Tremp, actualment inclòs en el terme municipal de Tremp, al Pallars Jussà.
Es forma per la unió del barranc de la Vileta i el barranc de Sant Miquel, just a llevant del Mas de l'Ensenyat. Des d'aquest lloc davalla cap a ponent, inclinant-se lleugerament cap al sud, fins a arribar a la vila del Pont de Montanyana, on desemboca en la Noguera Ribagorçana. Pel camí, rep per l'esquerra el barranc de l'Àliga, per la dreta el barranc de Palasí, altre cop per l'esquerra el de Font Freda, per la dreta el dels Solans i el de Paula.